# Баріонікс
Баріонікс (Baryonyx) — рід тероподів родини спінозаврових, що жили в баремському віці ранньої крейди, близько 130—125 млн років тому. Перший скелет був знайдений у 1983 році в графстві Суррей, Англія, у відкладеннях Вельдської глинистої формації, і став голотипним зразком Baryonyx walkeri, названим палеонтологами Аланом Чарігом і Анжелою Мілнер у 1986 році. Родова назва, Baryonyx, означає «важкий кіготь» і натякає на дуже великий кіготь на першому пальці тварини; видова назва, walkeri, походить від імені його першовідкривача, аматора-колекціонера скам'янілостей Вільяма Вокера. Голотипний зразок є одним з найповніших скелетів тероподів з Великобританії (і залишається найповнішим скелетом спінозавра), і його знахідка привернула увагу засобів масової інформації.
Голотипний зразок, який, можливо, на момент смерті ще не повністю виріс, за оцінками, мав довжину від 7,5 до 10 метрів і важив від 1,2 до 2 тонн. Баріонікс мав довгу та вузьку морду, яку порівнювали з мордою гавіала. Кінчик морди розширювався в сторони у формі розетки. Позаду неї верхня щелепа мала виїмку, яка входила в нижню щелепу (яка, своєю чергою, вигиналася догори в тому ж місці). Баріонікс мав велику кількість дрібно зазубрених конічних зубів, найбільші з яких знаходилися спереду його морди. Шия мала S-подібну форму, один витягнутий спинний хребець вказує на те, що він міг мати горб або гребінь по центру спини. Він мав міцні передні кінцівки, з кігтем першого пальця довжиною близько 31 сантиметра.
Баріонікс був пристосованим до рибоїдної дієти, про що свідчить риб'яча луска в області шлунку голотипного екземпляра. Він також міг бути активним хижаком на більшу здобич чи падальником, оскільки в ньому також були знайдені кістки молодого ігуанодонта. Істота ловила та обробляла здобич переважно передніми кінцівками та великими кігтями. Баріонікс міг вести напівводний спосіб життя і співіснувати з іншими тероподами, орнітоподами та завроподами, а також птерозаврами, крокодилами, черепахами та рибами у річковому середовищі.

## Опис
За оцінками, баріонікс мав довжину від 7,5 до 10 м, висоту в стегнах 2,5 м і вагу від 1,2 до 2 т. Той факт, що елементи черепа і хребетного стовпа голотипного зразка B. walkeri, схоже, не зрослися, свідчить про те, що особина не була повністю дорослою, і доросла тварина могла бути набагато більшою (як у випадку з деякими іншими спінозаврами). З іншого боку, зрощена грудна кістка зразка вказує на те, що тварина могла бути дорослою.
Передні були озброєні гострими кігтями. Він мав незвичайно довгий череп, схожий на череп крокодила. Припускають, що барионікс їв рибу, живучи біля водойм. Був двоногим хижаком, але при риболовлі вставав на всі чотири. Мав довге тіло, з довгою і гнучкою шиєю. Морда була схожа на крокодилячу, а на носі був кістковий виріст. Через крокодилячу форму морди, науковці припустили, що він жив біля води, як крокодил. Відмінною рисою його тіла був гігантський кіготь. Саме через нього цей динозавр і отримав свою назву (грец. βαρύς — «масивний», «потужний» та ὄνυξ — «кіготь», «пазур»). Це ще один доказ того, що баріонікс жив біля води (або вів земноводний спосіб життя). Своїм кігтем він ловив рибу, як гарпуном. Барионікса вважають небезпечним суперником для інших хижих динозаврів. Науковці знайшли цікаву і загадкову знахідку — скам'янілі останки двох ящерів. Після вивчення знахідки дослідники прийшли до висновку, що обидва хижаки загинули під час смертельної сутички. У шлунку одного з динозаврів була виявлена велика, доісторична риба, яку ящір-рибалка зловив незадовго до своєї смерті.

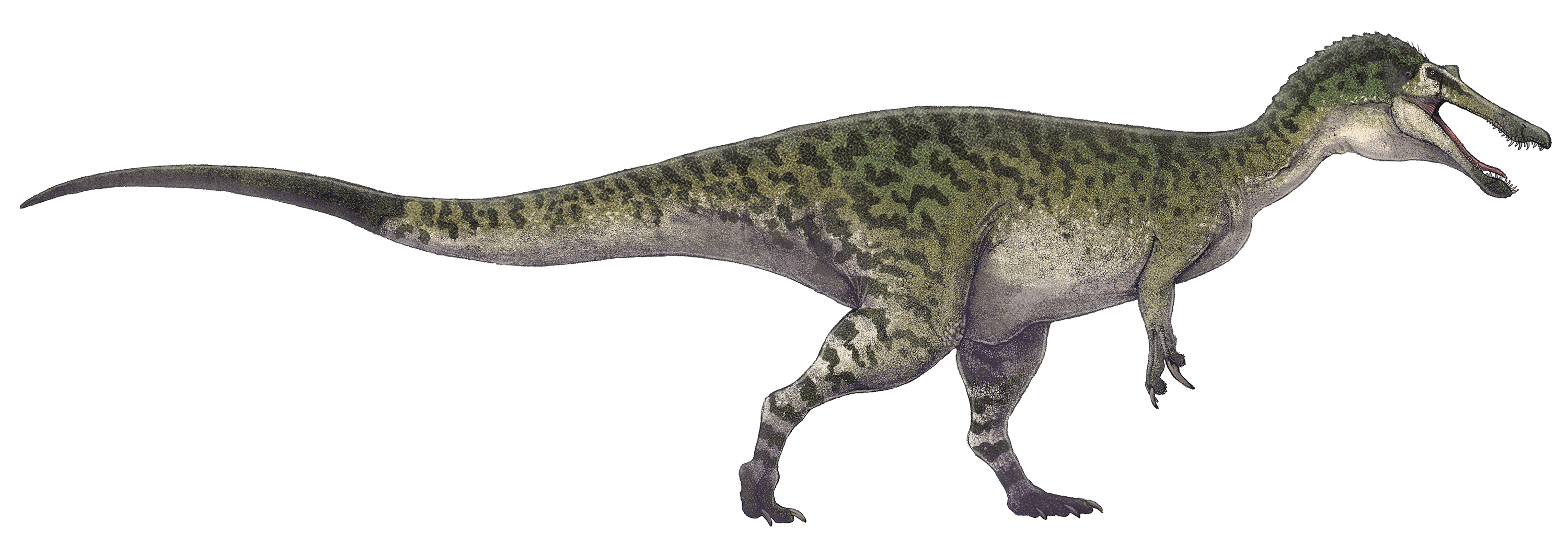
Реконструкція баріонікса